# Ligdan-chan
Ligdan-chan (Ligden; ur. 1588, zm. 1634) – książę czacharski w latach 1604–1634, Czyngisyda, jeden z bezpośrednich potomków Dajan-chana. Jeden z głównych przeciwników utworzenia państwa mandżurskiego przez Nurhaczego.
Nurhaczy, dążąc do utworzenia odrębnego państwa, rozumiał, że niebezpieczni dla Mandżurii są chanowie mongolscy, nastawieni nieprzyjaźnie, niezależni od nikogo, często ciążący ku Chinom i pozostający z nimi w sojuszu. Nurhaczy musiał poradzić sobie z chanatami mongolskimi. Najpierw przyszła kolej na południową Mongolię. Wielu tamtejszych książąt uznawało zwierzchnictwo Nurhaczego, chociaż często stawiano też opór i próbowano walczyć, ale bezskutecznie. Najbardziej zdecydowanie próbował przeciwstawić się Mandżurom Ligdan-chan. Nie chcąc podporządkować się Nurhaczemu, starał się zmusić do uległości innych władców z południowej Mongolii; reprezentował w pewnym sensie koncepcję zjednoczeniową, o realizacji której w ówczesnych warunkach nie mogło być jednak mowy. W 1632 roku Mandżurowie zadali mu ciężką klęskę i zmusili do ucieczki wraz z 100 tys. ludzi na zachód; pokonany Ligdan-chan zmarł niedługo potem na ospę. Po jego śmierci księstwo uległo całkowitej likwidacji, a ludność była represjonowana za opór i walkę. Zwyciężywszy Ligdan-chana, Hong Taiji, syn Nurhaczego, kazał się proklamować chanem Mongolii, co zgodnie zaakceptowali książęta południowomongolscy w 1636 roku.